# Podlipa, Vrhnika
Podlipa este o localitate din comuna Vrhnika, Slovenia, cu o populație de 367 de locuitori.